# Mart Ristl
Mart Ristl (* 7. Juli 1996 in Schwäbisch Gmünd) ist ein deutscher Fußballspieler.

## Karriere

### Verein
Nachdem er als G-Jugendlicher zunächst für den SV Winnenden gespielt hatte, schloss sich Ristl 2002 nach dem Umzug seiner Eltern zunächst dem TSV Blaufelden an. 2007 ging er zum FSV Hollenbach, von dem er 2010 in das Nachwuchsleistungszentrum des VfB Stuttgart wechselte. In der Saison 2012/13 wurde Ristl mit der B-Jugend des VfB Deutscher Meister.
Zur Spielzeit 2015/16 wurde er in den Kader der Bundesligamannschaft des VfB befördert. Ristl gab am 31. Juli 2015 für die zweite Mannschaft des VfB Stuttgart in der 3. Profi-Liga am 2. Spieltag der Drittligaspielzeit 2015/16 gegen Preußen Münster sein Profidebüt. Für die erste Mannschaft des VfB war er am 24. Oktober 2015 in der Bundesliga am 10. Spieltag der Saison 2015/16 gegen Bayer 04 Leverkusen erstmals im Einsatz.
Am 30. August 2017 wechselte Ristl zum französischen Zweitligisten FC Sochaux, konnte sich dort aber nicht durchsetzen. Nach einem Jahr kehrte er nach Deutschland zurück und schloss sich zu Beginn der Saison 2018/19 dem Drittligisten VfR Aalen an. Am Ende der Saison stieg er mit den Aalenern ab, woraufhin Ristl im Sommer 2019 zum FC Viktoria Köln wechselte. Dort wurde er zunächst Stammspieler, verlor dann aber in der Rückrunde ab dem Frühjahr 2020 seinen Stammplatz.
Im Sommer 2020 war er vorübergehend vereinslos und hielt sich bei seinem ehemaligen Verein VfR Aalen fit, ehe er sich im Oktober 2020 dem Regionalliga-Konkurrenten FC 08 Homburg anschloss. Zur Saison 2022/23 stieg er dort zum Mannschaftskapitän auf.

### Nationalmannschaft
Im November 2010 war Ristl für die deutsche U15-Nationalmannschaft in zwei Länderspielen gegen Polen im Einsatz. Sein Debüt für das U16 gab er am 13. Oktober 2011 gegen die Ukraine. Für das deutsche U17-Nationalteam absolvierte er am 29. August 2012 gegen Kroatien sein erstes Spiel. An der Türkischen Riviera nahm Ristl mit der deutschen U18-Nationalmannschaft an einem Vier-Nationen-Turnier teil. Durch einen Sieg im abschließenden Spiel gegen die Türkei sicherte er sich mit seiner Mannschaft den Turniersieg. Bereits bei seinem Debüt am 5. September 2014 gegen die Niederlande führte Mart Ristl die U19-Nationalelf Deutschlands als Kapitän auf das Spielfeld. In der ersten Qualifikationsrunde der U19-Europameisterschaft 2015 qualifizierte er sich als Mannschaftskapitän mit Deutschland für die Eliterunde.